# Seznam mineralov
Seznam mineralov zajema vse minerale, ki jih priznava oz. določa Mednarodna mineraloška zveza (ang. International Mineralogical Association, IMA). Baza podatkov Mineralogy Database je 31. decembra 2009 vsebovala opise 4.714 mineralov, pri čemer največji delež pripada silikatom in fosfatom. Popolnega seznama mineralov sicer ni mogoče sestaviti, saj vsako leto odkrijejo nove minerale.
Zaradi obsežnosti je seznam razdeljen na več abecednih skupin.
- Seznam mineralov A-B
- Seznam mineralov C-E
- Seznam mineralov F-J
- Seznam mineralov K-M
- Seznam mineralov N-R
- Seznam mineralov S-T
- Seznam mineralov U-Ž